# Transmission
Transmission es un cliente P2P liviano, gratuito y de código abierto para la red BitTorrent. Está disponible bajo la licencia MIT, con algunas partes GPL, y es multiplataforma. Es compatible con los siguientes sistemas operativos: macOS (interfaz Cocoa, nativa), Linux (interfaz GTK+), Linux (interfaz  Qt), NetBSD, FreeBSD y OpenBSD (interfaz GTK+) y BeOS (interfaz nativa). Ahora también está disponible para Windows. La primera versión, 0.1, apareció en el 2005.

## Características
- Descarga selectiva y priorización de archivos.
- Soporte para transmisiones cifradas.
- Soporte de múltiples trackers.
- Soporte para trackers HTTPS.
- Compatibilidad con enlaces Magnet.
- Bloqueo de IPs.
- Creación de torrents.
- Intercambio de fuentes compatible con Azureus y μTorrent.
- Mapeo automático de puertos (usando UPnP/NAT-PMP).
- Puerto de escucha único para todos los .torrent.
- Rápida reanudación - con cacheo de peer.
- Opciones de auto-seeding (compartir datos descargados).
- Auto-Ban de los clientes que envíen datos falsos.
- Notificaciones Dock y Growl.
- Barra de herramientas personalizable.
- Barra de progreso avanzada.
- Actualizaciones automáticas utilizando Sparkle.

## libTransmission
Transmission tiene separados el motor de la interfaz de usuario, lo que permite ser portado a diferentes plataformas fácilmente, y que gracias a su licencia MIT permite crear clientes comerciales como es Xtorrent.

## Críticas
Las versiones anteriores a la 0.70 no se ajustaban a las especificaciones técnicas del protocolo BitTorrent y por ello fue prohibido su uso en múltiples trackers. Los dos problemas principales fueron que reportaba mal la cantidad de datos subidos al tracker y que el tracker era saturado por peticiones del cliente. Con las posteriores versiones se han ido cumpliendo las especificaciones y se ha vuelto a posibilitar su uso.